# Kamienica Ordynacka w Warszawie
Kamienica Ordynacka – neoklasycystyczna kamienica znajdująca się przy ulicy Okólnik w Warszawie 11 i 11A. Ukończona w 1912, była jedną z największych i najbardziej eleganckich kamienic warszawskich swojej epoki.

## Historia

### Początek XX w.
W latach 1911–1912 właścicielka posesji przy ul. Okólnik – księżna Maria Ludwika Czartoryska – sfinansowała budowę bliźniaczych budynków, oznaczonych początkowo numerami 13 i 15, a dziś odpowiednio 11 i 11A.
Projektantem był najprawdopodobniej Henryk Julian Gay, który zaprojektował stojący obok kamienicy gmach Biblioteki Ordynacji Krasińskich.
O przystąpieniu do budowy kamienicy ówczesna prasa poinformowała już w początku 1911. Zaczęto od rozbiórki niskich zabudowań ciągnących się u zbiegu Okólnika oraz Ordynackiej. Burzono też zabudowania wznoszące się po północnej stronie ulicy – wąwozu – jaką była ulica Szczygla. Posesje były własnością księżnej Czartoryskiej.
Po rozbiórce rozpoczęto budowę pięciopiętrowego gmachu mieszkalnego od ulicy Ordynackiej z drugim frontem od Okólnika i trzecim od ogródka, w którym pośrodku wzniesiono następnie pawilon piętrowy przeznaczony na pomieszczenie biblioteki.
Kamienica wraz z Biblioteką Ordynacji Krasińskich oraz domem Lubomirskiej pomiędzy Szczyglą a Okólnikiem stanowiły jedną całość. 
Były to budynki pięciopiętrowe o mocno uproszczonej, klasycyzującej architekturze. Kompozycyjnie całość wspierała się na potężnej, boniowanej partii cokołowej o dwóch kondygnacjach, a ostatnie, piąte piętro odcięte było wydatnym gzymsem kordonowym. Wystrój architektoniczny elewacji uzupełniały drobne elementy sztukatorskie elewacji (płaskorzeźby laurowych wieńców nawiązujących do herbu rodziny Krasińskich) oraz dekoracje balustrad balkonowych. Kamienice przy Okólniku 11/11A tworzyły niejako dwa odrębne budynki z własnymi podwórkami studniami i oddzielonymi wejściami, za to ukrytymi za wspólną fasadą.
W 1914 w narożnej kamienicy Okólnik 11A swój pensjonat miała Laura Colonna-Walewska. W czasie I wojny światowej w pensjonacie zatrzymywali się uciekinierzy z terenów ogarniętych działaniami wojennymi.
W latach międzywojennych w kamienicy mieszkał Władysław Grabski, polityk narodowej demokracji i dwukrotny premier II RP.

### II wojna światowa
W czasie II wojny światowej, zwłaszcza powstania warszawskiego, zabudowa przy ulicy Okólnik 11/11A została poważnie uszkodzona. Sama kamienica przetrwała zarówno bombardowanie Warszawy we wrześniu 1939 roku, jak i zniszczenia powstania warszawskiego. Główne zniszczenia polegały na zburzeniu przez bombę lotniczą narożnika południowo-wschodniego spod numeru 11, a następnie spaleniu całego drewnianego poddasza, zarówno od strony ulicy Okólnik, jak i wewnętrznych oficyn.

### Lata powojenne
Po wojnie nie odbudowano zniszczonego narożnika południowo-wschodniego, a także nie odtworzono dachu mansardowego.
Obecnie kamienica nadal pełni funkcję mieszkalną, część kondygnacji parteru – wzdłuż pierzei ul. Ordynackiej i w części narożnikowej u zbiegu ulic Okólnik i Ordynackiej, może być również wykorzystana na lokale usługowe.
W 2008 roku kamienicę kupił inwestor – firma Okólnik Sp. z o.o., która od 2011 roku prowadzi rewitalizację budynku.

## Rewitalizacja
Nowy właściciel Kamienicy Ordynackiej podjął się trzyetapowej rewitalizacji budynku.  W pierwszym etapie w 2013 zakończono rewitalizację wnętrz oraz odrestaurowano wewnętrzny dziedziniec i wejścia do klatek. Przeprowadzone prace były adaptacją estetyki lat 20. XX w.. 
W ramach drugiego etapu inwestor zaadaptował poddasze budynku na cele mieszkalne. Na nowo powstałym VI piętrze budynku znalazło się 10 luksusowych apartamentów o wielkości od 36 do 220 m².
W ramach prac adaptacyjnych na poddaszu kamienicy został odbudowany dach mansardowy, co częściowo przywróciło jej oryginalny wygląd. Zaproponowane rozwiązanie nawiązywało bowiem do historycznego wyglądu budynku. W trzecim etapie odbudowano narożnik kamienicy, a tym samym odtworzono pierzeję ulicy Okólnik{.